# Glissando
În muzică, glissando (abrev. gliss.) reprezintă un ornament fals (fragment melodic ce dă impresia unui ornament propriu-zis) care presupune alunecarea între două înălțimi consecutive, consumând întreaga durată a primei înălțimi. O alunecare asemănătoare care nu ocupă decât ultima parte a duratei se numește portamento. Glissando este un cuvânt din limba italiană și înseamnă „alunecând” (substantiv derivat din modul gerunziu al verbului, deoarece indică un procedeu de execuție); pluralul este glissandi (gen masculin).
În limba engleză, din jargonul chitarei face parte termenul slide, având același înțeles cu glissando. Există însă și alți termeni care fac trimitere la variate tehnici de obținere de glissandi.

## Origine
Originea efectului este probabil populară, această ipoteză fiind susținută de faptul că însăși vorbirea implică un glissando permanent între înălțimile produse. Se presupune că muzica vocală la începuturi folosea intens acest efect. El a căpătat un rol expresiv atunci când ponderea utilizării sale a scăzut simțitor (a fost înlocuit de saltul între înălțimi), fiind ales numai pentru anumite momente pe parcursul cântării. Mai târziu, a fost adoptat de muzica instrumentală, cu precădere în rândul instrumentelor capabile de a-l produce.

## Repertoriu
Procedeul este răspândit în muzica folclorică, mai ales în Răsăritul Europei și Asia. Glissando este prezent și în folclorul muzical românesc (în muzica vocală și în piesele pentru vioară). În muzica cultă, efectul se regăsește mai frecvent în piesele instrumentale decât în repertoriul vocal.
Înregistrările sonore timpurii (de la începutul secolului XX) atestă folosirea abuzivă a efectului (alături de portamento), atât în muzica vocală, cât și în cea instrumentală; este epoca unei mari libertăți de interpretare, derogările de la indicația ritmică din partitură și anumite ornamente fiind executate după gustul fiecărui cântăreț sau instrumentist. Această practică a ieșit din uz în anii 1930-1940.

## Execuție. Notație
Procedeul poate fi executat în două feluri, în funcție de posibilitățile tehnice ale instrumentului ales: glissando propriu-zis și glissando fals (en. discrete glissando). Vocea umană va utiliza aproape întotdeauna glissando propriu-zis; excepții se găsesc în pasajele cromatice, dar și în muzica contemporană spectrală (microtonală), unde scriitura simulează uneori execuția unor glissandi falși.
Figura de mai jos prezintă notațiile cele mai uzuale pentru glissando și cele mai răspândite modalități de aproximare (din punct de vedere vizual sau chiar în practica instrumentală) a sa. După cum este arătat în portativul de sus, între cele două note (de plecare și finală) se trasează o linie dreaptă sau ondulată, deasupra sau dedesubtul căreia se poate scrie suplimentar gliss. sau glissando. Portativul de jos înfățișează notații aproximative ale unor glissandi propriu-ziși sau exacte ale unor glissandi falși, după cum urmează: b) diatonic; c) cromatic; d) microtonal (sau, mai puțin corect spus, enarmonic – în analogie cu denumirile tetracordurilor). Cei diatonici se realizează de regulă la instrumentele cu claviatură (vezi mai jos), în vreme ce aceia cromatici sunt mai răspândiți la instrumente cu coarde și tastieră, la instrumentele de suflat și, mai rar, la voce. Glissandi falși microtonali sunt mai puțin frecvenți și pot fi interpretați instrumental sau vocal.
În imagine, glissandi propriu-ziși (rândul de sus) și aproximativi (jos) au fost notați literal în diverse culori pentru a putea fi urmărit efectul fiecărui tip în diagrama din dreapta, care este în fapt un grafic înălțime în funcție de timp. Cele patru coloane reprezintă cei patru timpi ai măsurii, iar culorile corespund cu cele de deasupra portativelor. Este de remarcat faptul că glissandi nu „pătrund” în durata celei de-a doua note, ele consumând, în schimb, prima durată în totalitate.

### Glissando propriu-zis
Instrumentul (sau vocea) are capabilitatea de a produce succesiv nenumărate înălțimi situate între sunetul inițial și cel final, astfel încât urechea nu le mai poate percepe separat. Aceste instrumente pot realiza și portamenti pe întinderi mari (vezi articolul). Este cu neputință notarea in extenso a unui glissando propriu-zis; prin urmare, ea se va face în mod simbolic (cum s-a arătat în figura de mai sus, primul portativ).
Instrumentele capabile să realizeze glissando propriu-zis sunt: instrumentele cu coarde și tastieră (fără bare: familia viorii, familia violei, diverse instrumente populare; cu bare: chitară, sitar), trompeta cu culisă și trombonul (cu culisă), timpanul, ferăstrăul, undele Martenot, teraminul ș.a.
Acestora se adaugă sintetizatoarele, care pot realiza glissandi și portamenti servindu-se de rotița de control al înălțimii (en. pitch wheel), situată de regulă în stânga claviaturii. Totuși, sintetizatoarele monofonice timpurii (anii 1970) realizau astfel de efecte și atunci când nu se dorea acest lucru, dată fiind limitarea la un singur oscilator pentru întreaga claviatură. Instrumentul realiza portamenti între fiecare două sunete în succesiune imediată; portamenti deveneau scurți glissandi în cazul pasajelor executate în viteză.

#### Chitara și alte instrumente similare
Singura tehnică valabilă pentru toate instrumentele din familia tanburului (cu o construcție similară chitarei) și a lăutei (instrumente cu gâtul scurt, de altă proveniență) este cea folosită și la alte instrumente cu coarde și tastieră (viori, viole): atacarea corzii, urmată de alunecarea mâinii pe tastieră (denumirea efectului în limba engleză este slide). Eficacitatea tehnicii diferă de la un instrument la altul; de pildă, la mandolină folosirea ei este foarte limitată (o variantă poate fi ciupirea corzilor în mod repetat pe măsură ce mâna înaintează pe tastieră – așadar, o combinație cu efectul de tremolo).
În cazul chitarei, există mai multe posibilități pentru executarea de glissandi și portamenti, nespecifice însă repertoriului cult (clasic). Controlul nu foarte precis oferit de maniera prezentată mai sus determină aplicarea acestor tehnici oferite ca alternativă. Cu toate că și alte instrumente înrudite (lăută, mandolină ș.a.) sunt capabile, măcar în parte, să realizeze aceste tehnici, aplicarea lor se face foarte rar. Terminologia în limba română lipsește, însă denumirile din engleză sunt foarte precise și adesea împrumutate de chitariștii vorbitori de limba română, ca parte a jargonului chitaristic.
Astfel, bend (en. „a îndoi”) desemnează împingerea coardei pe verticală cu degetul (degetele) care o apasă, crescând cu până la două tonuri (mai mult doar în mod excepțional) înălțimea produsă de coardă. Se poate produce bend și pe mai multe corzi. Atunci când revenirea corzii în poziția normală este lăsată a fi auzită, efectul se numește release (en. „a elibera”), iar când poziția de bend este folosită pentru mult timp, se poate adăuga notația hold (en. „a ține”).
O altă variantă este creșterea sau slăbirea tensiunii tuturor corzilor deopotrivă. Chitarele acustice și unele chitare electrice nu pot realiza această tehnică decât prin îndoirea tastierei (cu ajutorul degetului mare, care împinge din spatele ei) sau prin arcuirea feței de rezonanță (evident, nu în cazul chitarelor electrice solid body), prin apăsarea puternică cu mâna care ciupește. Totuși, efectele sunt foarte limitate ca întindere. Cele mai multe chitare electrice, însă, au la dispoziție un sistem mecanic special, bara de vibrato (vibrato arm), situat pe fața corpului, de regulă sub corzi. Prin apăsarea ei, bara coboară tensiunea (și, prin urmare, înălțimea sonoră) din toate corzile; apăsarea mai puternică are ca efect o detensionare de mai mare amploare. Există chitare pentru care bara funcționează și invers, caz în care abuzurile vor duce la ruperea corzilor. Revenirea barei în poziția inițială aduce și acordajul instrumentului în parametrii anteriori (ceea ce nu este, totuși, decât în parte valabil pentru un instrument de construcție modestă sau cu corzi deteriorate ori de slabă calitate).

### Glissando fals
Sunetele produse au înălțimi bine precizate, impresia asemănătoare cu cea de glissando propriu-zis fiind creată de parcurgerea rapidă a acestora. Înălțimile fac parte dintr-o gamă sau un arpegiu. Notarea se poate face sau nu in extenso, în funcție de instrumentul implicat. Așa cum s-a mai spus, și vocea poate executa astfel de glissandi (care prezintă un grad sporit de dificultate față de glissandi vocali propriu-ziși).
Majoritatea instrumentelor muzicale (coarde, suflători, unele percuții și instrumente electronice) pot produce glissandi falși, inclusiv o bună parte din cele capabile să execute glissandi propriu-ziși. Asemenea procedeu, pentru rapiditatea presupusă și varietatea de înălțimi implicate, poate constitui o dificultate tehnică apreciabilă.
Totuși, există un număr de abordări specifice, facilitate de construcția instrumentelor. Astfel, instrumentele cu claviatură (pian, orgă) pot executa glissandi de mare întindere prin trecerea degetului mare pe deasupra clapelor albe. Se pot folosi și alte degete sau char palma (posibil și pe clapele negre), mai ales în combinație cu tehnica numită cluster (procedeu vehiculat în muzica de jazz și preluat de genurile rock, soul, funk ș.a., chiar și în muzica cultă contemporană). Folosind degetul mare și degetul mic de la o aceeași mână, se poate practica la pian și la alte instrumente cu claviatură tehnica numită glissando la octavă (folosită uneori în repertoriul clasic și romantic de autori precum Beethoven, Brahms și Liszt).
La nivel vizual, o tehnică similară cu glissandi falși de la instrumentele de claviatură poate fi aplicată la nai. Alți suflători de lemn (clarinet, saxofon) pot crea glissandi falși prin intermediul unor tehnici speciale.
Harpa și alămurile pot executa cu ușurință glissandi falși prin arpegii. Mai precis, alămurile (în special cornii francezi) vor străbate armonicele superioare ale pedalei obținute într-o anumită poziție. În aceste cazuri (inclusiv la harpă), se va nota măcar o parte din sunetele obținute, indicându-se eventual gliss. sau glissando deasupra grupului de note.

## Glissandi în cultura de masă

### În film
- Pornind de la metafora unei alunecări pe nesimțite, Mircea Daneliuc a intitulat un film al său Glissando (1985). Este bazat pe nuvela Omul din vis a lui Cezar Petrescu.